# Ornithomya chloropus
Ornithomya chloropus är en tvåvingeart som först beskrevs av Ernst Evald Bergroth 1901.  Ornithomya chloropus ingår i släktet Ornithomya och familjen lusflugor. Artens status i Sverige är: . Inga underarter finns listade i Catalogue of Life.